# 전분 (전한)
전분(田蚡, ? ~ 기원전 131년 음력 3월)은 전한 중기의 관료로, 우내사 장릉현(長陵縣) 사람이다. 연왕 장도의 외손자이자 효경황후의 의붓동생이다.

## 생애

### 황제의 총애를 받다
두영이 대장군을 지내던 때에 전분은 제조랑(諸曹郞)이었다. 이때 그는 고귀한 신분이 아니었고, 두영은 전분을 아들처럼 대하였다.
경제 말년에 전분은 신분이 고귀해져 중대부가 되었다. 또 말솜씨가 좋고 《반우》(盤盂)를 비롯한 잡가의 서적을 읽는데, 효경황후는 전분을 현명하다고 생각하였다.
경제가 죽고 무제가 즉위하니, 전분은 효경황후가 황태후로 격상되었기 때문에 무안후(武安侯)에 봉해졌다. 전분은 빈객을 모아 무제에게 천거하였다.
승상 위관이 면직되고, 승상과 태위의 후임을 누구로 할지 논하게 되었다. 이때 적복이 전분을 설득하였다.
| “ | 위기후(魏其侯; 두영)는 오래 전부터 신분이 존귀했던 자로, 천하의 선비들이 원래부터 따랐었습니다. 지금 장군은 존귀해진 지 얼마 되지 않았으니, 아직 위기후만은 못합니다. 그러하니 만약 황제께서 장군더러 승상이 되라고 하신다면, 반드시 위기후에게 양보하십시오. 위기후가 승상이 되면 장군은 반드시 태위가 되실 것입니다. 태위는 승상과 똑같이 고귀하며, 또 장군은 양보할 줄 아는 분이라는 명성을 얻을 것입니다. | ” |

이에 전분은 태후에게 귀띔을 하였고, 결국 두영과 전분은 각각 승상 · 태위가 되었다.
두영과 전분은 유학을 좋아하여, 유학자 조관을 어사대부에, 왕장을 낭중령에 임명하였다. 또 노나라의 신공을 초빙하여 명당(明堂)을 설치하고 관소를 폐지하여 유학의 예를 따라 복식 제도를 갖추고 열후를 봉국으로 내보내려 하였다. 이듬해 조관이 황태후에게는 아뢰지 말 것을 권하니, 노한 두태후는 조관·왕장을 내쫓고 전분·두영을 파면시켰다.

### 전성기
전분은 비록 쫓겨났지만 총애를 받았고, 때때로 진언이 받아들여졌다. 줄을 서려는 사람들은 두영에서 전분으로 갈아탔고, 전분은 점점 오만해졌다.
건원 6년(기원전 135), 전분은 승상이 되었다. 전분이 제시한 안건은 전부 채택되었고, 추천한 사람들은 단번에 2천 석에 이르렀다. 무제는 농으로 전분에게 자신도 임용을 부탁하고 싶은 사람이 있다고 말할 정도였다.
전분은 소부의 땅을 자신의 집을 넓히는 데 쓰게 해달라고 하였다. 무제는 "이제는 무기고까지 차지할 셈인가!"라고 말하며 노하였다. 전분의 집은 매우 사치스러워, 비옥한 농원을 갖추었고 재화는 셀 수 없을 정도였다.

### 관부와의 대립
전분은 두영의 친구인 관부와 대립하였는데, 서로를 탄핵하기에 이르렀다. 관부가 잔치에서 폭언을 내뱉은 일로 전분은 관부를 죽일 것을 상주하였는데, 두영이 이를 구해내려 하였으나 어사대부 한안국 이하의 의견이 갈렸고 결국 송사는 효경황후의 노골적인 비호를 받은 전분에게 유리하게 돌아갔다. 원광 4년(기원전 131), 관부와 두영은 처형되었다.

### 죽음
얼마 후 전분은 온몸이 아파지는 병에 걸렸는데, 무제가 무당을 시켜 알아보니 무당은 두영과 관부가 전분을 매질하여 죽이려는 것이라고 아뢰었다. 머지않아 전분 또한 죽었고, 작위는 아들 전염이 이었다.
원삭 연간, 회남왕 유안이 모반을 계획하다가 발각되어 스스로 목숨을 끊었다. 아울러 유안이 예전에 입조하였을 때, 전분이 유안에게 당신이 차기 황제가 될 것이라고 아첨하여 재화를 받은 사실 또한 밝혀졌는데, 이를 전해 들은 무제는 만일 전분이 살아있었다면 일족을 모두 죽였을 것이라고 말하였다.

## 출전
- 사마천, 《사기》 권107 위기무안후열전
- 반고, 《한서》 권52 두전관한전

| 전임 (사실상) 주아부 | 제5대 전한의 태위 기원전 140년 ~ 기원전 139년 | 후임 (폐지) |

| 전임 허창 | 전한의 승상 기원전 135년 6월 계사일 ~ 기원전 131년 3월 을묘일 | 후임 한안국 (대행) |

| 선대 (첫 봉건) | 전한의 무안후 기원전 141년 3월 ~ 기원전 131년 | 후대 아들 전염 |